# Марун, Антун
Антун Мару́н (Марон, Anton Maroun, араб. انطون مارون‎; умер в 1925, Александрия, Королевство Египет) — деятель египетского рабочего и коммунистического движения.

## Биография
Сириец (или ливанец) по происхождению, юрист по образованию. В январе 1921 года играл видную роль в образовании Египетской федерации (в других переводах конфедерации) рабочих как профсоюзного объединения, включавшего при учреждении 3 тысячи членов. В том же году выступил одним из основателей Социалистической партии Египта. Наряду с Маруном в партийном руководстве были и другие лица, происходившие из соседних регионов — например, казначеем был палестинский еврей Иосиф Розенталь, родившийся в Бейруте в семье иммигрантов из Российской империи (по другим сведениям, из Италии).
Внутри Соцпартии Марун был одним из лидеров более радикального марксистского крыла, вступавшего в противоречие с реформистскими членами вроде Саламы Мусы и партийным руководством в Каире. В июле 1922 года радикальное крыло победило, перенеся штаб-квартиру в Александрию и объявив себя египетской секцией Коминтерна.
В декабре 1922 года партия направила Махмуда Хосни аль-Ораби на Четвёртый конгресс Коммунистического интернационала с целью присоединения к организации. Большинство ЦК СПЕ приняло 21 условие приёма в Коминтерн, образовав в январе 1923 года Египетскую коммунистическую партию (ЕКП), ставшую первой компартией Ближнего Востока, использовавшей в своих документах арабский язык, и крупнейшей компартией Азии и Африки после китайской. Антун Марун был избран членом её Исполнительного комитета, руководителем партийной организации города Александрия и первым секретарём партии.
В 1923—1924 годах Египетская коммунистическая партия инициировала ряд заметных рабочих забастовок под рядом экономических и политических требований (например, признание профсоюзов и права объединения в союзы безземельных крестьян), и на неё обрушились преследования властей. При попытке организовать всеобщую стачку Антун Марун, Хосни аль-Ораби и руководители профсоюзной конфедерации были арестованы в начале 1923 года.
В марте 1924 года полиция подавила продолжавшиеся забастовки, разогнала компартию и федерацию рабочих. Вместе с другими лидерами ЕКП и Европейского фонда развития Марун был вновь арестован. В мае 1924 года он предстал перед судом в числе 11 обвиняемых в «распространении антиконституционных революционных идей» и «попытке насильственного изменения общественного строя», включая 6 компартийных и профсоюзных лидеров, а также русских евреев Абрама Каца и Хиллеля Занберга. Они были приговорены к различным срокам — Марун получил 3 года каторжных работ. Он умер в александрийской тюрьме Аль-Хадра после многодневной голодовки протеста против нечеловеческих условий содержания и плохого обращения с заключёнными.